# Anotopterus
Anotopterus (= „ohne Rückenflosse“ (Gr.: a = ohne, noton = Rücken, pteryx, -igos = Flosse)) ist eine Gattung der Eidechsenfischverwandten (Aulopiformes). Sie kommt in kühl gemäßigten und polaren Meeren vor.

## Merkmale
Die Fische werden einen Meter bis 1,5 Meter lang. Mit ihrer langgestreckten Gestalt und ihrem tief gespaltenen, mit großen Fangzähnen besetzten Maul ähneln sie den verwandten Lanzenfischen (Alepisaurus). Ihnen fehlt jedoch die Rückenflosse. Eine gut entwickelte Fettflosse ist dagegen vorhanden. Die Haut ist schuppenlos, auch Leuchtorgane fehlen. Die Bauchflossen sind winzig mit 9 bis 11 Flossenstrahlen. Die Brustflossen besitzen 12 bis 15 Flossenstrahlen. Die Anzahl der Wirbel liegt bei 78 bis 83.

## Lebensweise
Anotopterus-Arten leben von der Meeresoberfläche bis in Tiefen von 2500 bis 5000 Metern. Ausgewachsenen Anotopterus leben eher in kalten Meeresregionen, während die Jungfische in wärmeren Regionen anzutreffen sind. Die Fische ernähren sich vor allem von kleineren Fischen. Bei Anotopterus nikparini wurde auch die Aufnahme von Weichtieren, Krebstieren, Würmern, Quallen und Salpen, bei Anotopterus vorax die von kleinen Kopffüßern festgestellt. Zu den Beutefische zählen auch verwandte Arten aus der Familie der Barrakudinas, wie Rissos Lachsspierling (Arctozenus risso), Notolepis coatsi und der Nordische Lachsspierling (Paralepis coregonoides)

## Arten
Bisher wurden drei Arten beschrieben:
- Anotopterus nikparini Kukuev, 1998, Nördlicher Pazifik, Golf von Alaska, südlich bis Niederkalifornien und Japan.
- Anotopterus pharao Zugmayer, 1911, Nördlicher Atlantik, von den Kanaren und Madeira bis Grönland und die Davisstraße.
- Anotopterus vorax (Regan, 1913), Südpolarmeer.

## Äußere Systematik
Anotopterus gehört innerhalb der Eidechsenfischverwandten zur Unterordnung Alepisauroidei bzw. der Überfamilie Alepisauroidea (bei Davis). Sie ist nach Fishbase die einzige Gattung der Familie Anotopteridae. Der amerikanische Ichthyologe Joseph S. Nelson stellt die Gattung in seinem Standardwerk zur Fischsystematik Fishes of the World allerdings in die Familie der Barrakudinas (Paralepididae). Davis ordnet die Gattung in einer neueren Studie zur Systematik der Aulopiformes zusammen mit ihrer Schwestergattung, der Barrakudina-Gattung Magnisudis, Alepisaurus und Omosudis der Familie Alepisauridae zu, die so eine erweiterte Zusammensetzung erhält.